# بله، مادام (فیلم ۱۹۴۲)
بله، مادام (ایتالیایی: Sissignora) فیلمی در سبک رمانتیک به کارگردانی فردیناندو ماریا پوجولی است که در سال ۱۹۴۲ منتشر شد.

## بازیگران
- ماریا دنیس
- لئوناردو کورته‌سه
- اما گراماتیکا
- ایرما گراماتیکا
- رینا مورلی
- اوی مالتایاتی
- رولدانو لوپی
- دینا پربلینی
- دیا کریستیانی
- آنا کاپودالیو
- آنا کارنا
- یونه سالیناس
- جووانی گراسو
- استلویو رزی
- گوئیدو نوتاری